# Briefgeheimnis

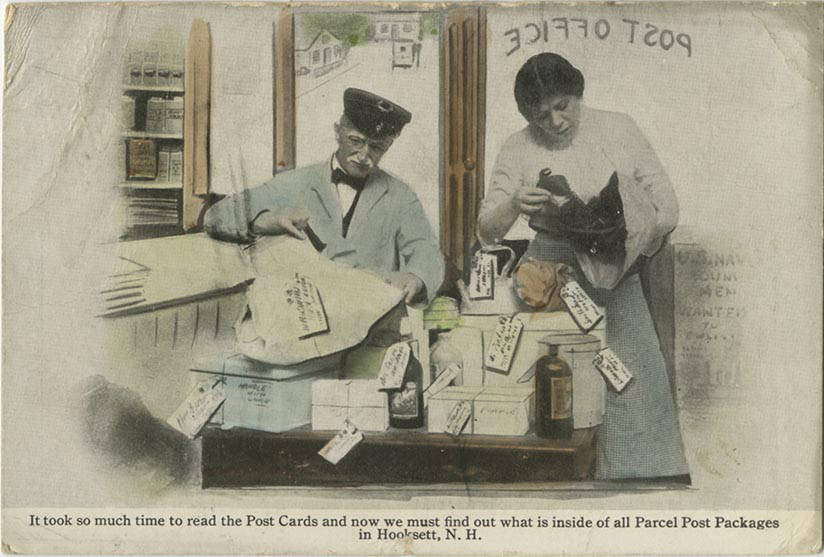
Humoristische Postkarte zum Thema Briefgeheimnis. Bildunterschrift: „Es hat so viel Zeit gekostet, die Postkarten zu lesen, und jetzt müssen wir herausfinden, was in den Postpaketen drin ist.“

Das Briefgeheimnis ist ein Grund- und Menschenrecht, das die Vertraulichkeit schriftlicher Mitteilungen in Briefform schützt.

## Geschichte
In Deutschland wurde die Gewährleistung des Briefgeheimnisses zuerst in der Josephinischen Wahlkapitulation von 1690 angesprochen. Für seine Verletzung sollte ein Delinquent mit Staupenschlag und Landesverweisung bestraft werden. In der Allgemeinen preußischen Postordnung vom 10. August 1712 war jedem Postbeamten bei verbotener Brieföffnung die Dienstentlassung und die strafrechtliche Ahndung als Meineidiger angedroht, was in das Allgemeine Preußische Landrecht einfloss.
Liselotte von der Pfalz beklagt sich in einem Brief an ihre Tante Sophie von der Pfalz vom 6. Juli 1702 darüber, dass ihre private Briefkorrespondenz noch in Frankreich geöffnet werde und deren Inhalte Ludwig XIV. zur Kenntnis gebracht würden:
Ich weiß nicht, worumb dies männgen so gegen mir verpicht ist, ich habe ihm mein lebe nichts zu leyd getan und sollte meinen, bey itzigen wichtigen affairen er etwas notwendigers würde zu schaffen haben, als meine briefe an meine negste verwandten nachzugrübbeln, umb mir schaden zu wollen.
Dass dies nicht für alle gilt, zeigt eine Verordnung von Ludwigs XV. vom 25. September 1742. Diese legte fest, dass Postbeamte, welche Briefe und Pakete aufgebrochen und die darin enthaltenen Gegenstände zu eigenem Nutzen unterschlagen hatten, die Todesstrafe erleiden sollten. Die französische Nationalversammlung nahm auf Sieyès’ Antrag die Gewährleistung des Briefgeheimnisses unter die Grundrechte auf. In der Folgezeit wurde das Briefgeheimnis in den meisten Verfassungsurkunden der konstitutionellen Staaten garantiert, so in Portugal 1826, Kurhessen 1831, Württemberg 1843 und Baden 1845.
Artikel 141 der Paulskirchenverfassung von 1849 regelte: „Das Briefgeheimnis ist gewährleistet. Die bei strafgerichtlichen Untersuchungen und in Kriegsfällen notwendigen Beschränkungen sind durch die Gesetzgebung festzustellen“. Preußen (1850), Oldenburg und Sachsen (1852) nahmen Bestimmungen nach dem Scheitern der deutschen Revolution in ihre Verfassungen auf. Im Deutschen Reich wurde durch § 5 des Gesetzes über das Postwesen vom 28. Oktober 1871 das Briefgeheimnis für ganz Deutschland gewährleistet.
Artikel 117 der Weimarer Reichsverfassung erklärte das Briefgeheimnis für unverletzlich, stellte dieses Grundrecht aber unter einen Gesetzesvorbehalt.
Während der gesamten Zeit des Nationalsozialismus war das Briefgeheimnis mit der Reichstagsbrandverordnung außer Kraft gesetzt.
1950 hat das Briefgeheimnis Eingang in die Europäische Menschenrechtskonvention (EMRK) gefunden. Nach Art. 8 Abs. 1 EMRK hat jedermann das Recht auf Achtung seiner Korrespondenz. Seit 1966 schützt auch der Internationale Pakt über bürgerliche und politische Rechte (UN-Zivilpakt) vor willkürlichen oder rechtswidrigen Eingriffen in den Schriftverkehr (Art. 17 Abs. 1 UN-Zivilpakt).

## Rechtsgrundlagen

### Deutschland

#### Bundesrepublik Deutschland
Deutschland garantiert das Briefgeheimnis durch Art. 10 im Grundgesetz für die Bundesrepublik Deutschland, erweitert es jedoch ebendort durch das Postgeheimnis (und außerdem das Fernmeldegeheimnis zum Schutz elektronischer Kommunikation), wodurch das Grundrecht nicht nur Briefe im engeren Sinne schützt, sondern alle Postsendungen, also auch offene Postkarten sowie jede schriftliche Mitteilung zwischen Absender und persönlich adressiertem Empfänger, die durch verschlossene Behälter gegen Kenntnisnahme Unbefugter gesichert ist. Bestraft wird die Verletzung des Briefgeheimnisses gemäß § 202 StGB.
Darüber hinaus regelt das deutsche Postgesetz, dass der Datenschutz bei Postdienst-Unternehmen nicht nur für Privatpersonen gilt, sondern für alle Postkunden, also auch Unternehmen. Es erlaubt zugleich, dass die Zollbehörde Warensendungen aus dem Ausland in der Regel öffnen darf, wenn anzunehmen ist, die Ware könne auf der Liste der jugendgefährdenden Medien „indiziert“ sein oder die Zollabgabe werde unterschlagen.
Einschränkungen des Briefgeheimnisses unterliegen dem Gesetzesvorbehalt des Artikel 10-Gesetzes aus dem Jahr 2001. Es erlaubt bei bestimmten Delikten und unter bestimmten Umständen die Überwachung und Aufzeichnung der Telekommunikation sowie die Öffnung und Auswertung der dem Brief- oder Postgeheimnis unterliegenden Sendungen, und zwar durch das Bundesamt für Verfassungsschutz, den Militärischen Abschirmdienst, die 16 Verfassungsschutzbehörden der Länder und den Bundesnachrichtendienst. Ähnliche Befugnisse hatten in der Anfangszeit der Bundesrepublik Deutschland die Geheimdienste der Besatzungsmächte aufgrund des Besatzungsrechts und später des alliierten Vorbehaltsrechts.
§ 94 der Strafprozessordnung erlaubt außerdem die Beschlagnahme von Postsendungen zur Beweismittelsicherung durch die Polizei. Die Öffnung verschlossener Sendungen obliegt allein dem zuständigen Gericht (§ 100 Abs. 3 S. 4 StPO), doch dürfen Richter es der Staatsanwaltschaft übertragen, falls eine Verzögerung den Untersuchungserfolg gefährdet. § 99 StPO gestattet auch die Beschlagnahme von Postsendungen, die sich noch im Besitz des Postunternehmens befinden.
§ 64 Absatz 4 Postgesetz erlaubt unanbringliche Sendungen (Sendungen mit fehlendem oder unlesbarem Absender und Empfänger) zu öffnen, um einen Empfangsberechtigten zu ermitteln. Dies geschieht beispielsweise in der Briefermittlung der Deutschen Post.

#### DDR

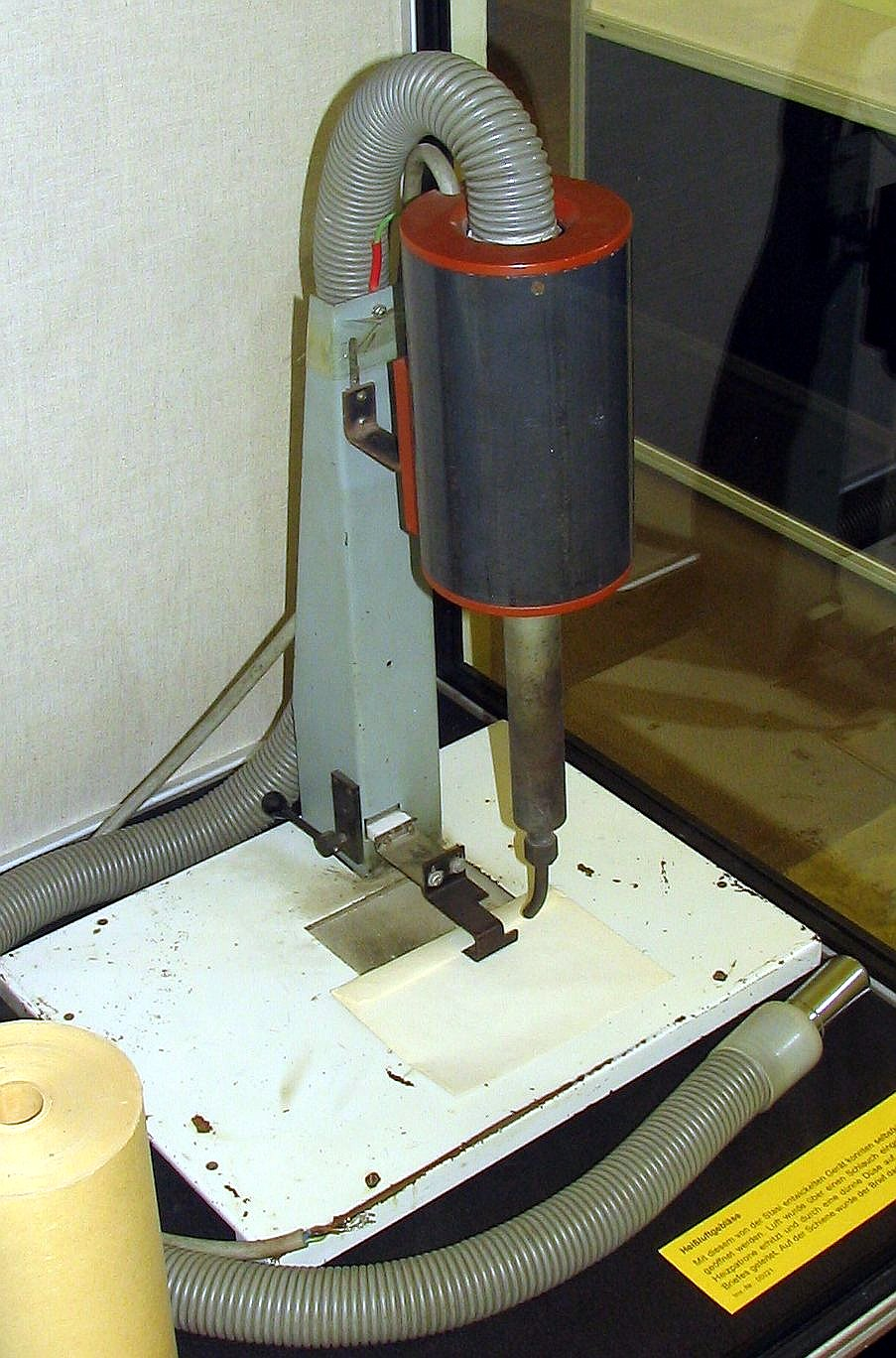
Heißluftgebläse des MfS zum Öffnen von Briefen

Art. 31 der Verfassung der Deutschen Demokratischen Republik von 1968 schützte das Postgeheimnis als unverletzbar. Es durfte nur auf gesetzlicher Grundlage eingeschränkt werden, wenn es die Sicherheit des sozialistischen Staates oder eine strafrechtliche Verfolgung erfordern. Die Mitarbeiter und Beauftragten der Deutschen Post waren nach § 18 des Gesetzes über das Post- und Fernmeldewesen verpflichtet, das Post- und Fernmeldegeheimnis zu wahren.
Das unbefugte Öffnen von Briefsendungen oder Telegrammen während der Beförderung oder die Mitteilung des Inhalts von Nachrichten, die der Deutschen Post anvertraut waren, durch Mitarbeiter oder Beauftragte der Deutschen Post an Nichtberechtigte wurde gem. § 202 StGB (DDR) als Straftat gegen den Nachrichtenverkehr bestraft. Als Straftat gegen Freiheit und Würde des Menschen wurde bestraft, wer sich vom Inhalt eines verschlossenen Schriftstückes oder einer anderen verschlossenen Sendung unberechtigt Kenntnis verschaffte (§ 135 StGB-DDR).
Durch die „Abteilung M“ des Ministeriums für Staatssicherheit (MfS) erfolgte eine systematische Kontrolle aller Postsendungen mit Absender oder Ziel im westlichen Ausland. Diese arbeitete mit der Deutschen Post der DDR zusammen und firmierte innerhalb der Post unter der Tarnbezeichnung „Abteilung 12“ bzw. „Dienststelle 12“. Zu DDR-Zeiten saßen diese in den Bahnpostämtern, Postzollämtern und Postverladestellen (Auszugsweise Kontrolle der Weihnachtspakete).
Die Postkontrolle des MfS begann 1950 mit drei Referaten und einigen Dutzend Mitarbeitern und wurde kontinuierlich ausgebaut. 1989 verfügte der Bereich über zehn Abteilungen mit knapp 2.200 Mitarbeitern. Die Bedeutung, die die SED der Briefkontrolle beimaß, zeigte sich daran, dass der Leiter des Bereichs Rudi Strobel im Range eines Generalmajors stand und die „Abteilung M“ seit 1982 einem Verantwortungsbereich unterstand, der von Erich Mielke selbst geleitet wurde.
Die Postkontrolle umfasste nicht nur die Kenntnisnahme vom Inhalt der verschlossenen Briefsendungen, sondern es wurden auch Geld und Wertgegenstände aus Brief- und Paketsendungen entwendet.

### Österreich
Das Briefgeheimnis schützt den Briefverkehr zwischen Absender und Adressat vor Öffnung und Unterschlagung durch Behörden (Art. 10 StGG sowie Art. 8 EMRK: Recht auf Achtung des Privat- und Familienlebens) und Dritte (§ 118 Strafgesetzbuch (Österreich)). Unbedenklich ist die Veröffentlichung des Briefs durch den Adressaten (OGH 9 ObA 181/90).

### Schweiz
In der Schweiz wird das Briefgeheimnis aktuell durch die Artikel 13 und 36, Absatz 4 der Bundesverfassung und den Artikel 179 des Strafgesetzbuches der Schweiz geregelt. Artikel 54 und 55 des Bundesstrafrechtes vom 4. Februar 1853 bestimmten schon die Strafen gegen die Verletzung des Briefgeheimnisses, das Recht zur Begnadigung stand der Bundesversammlung zu.
Da das Militärstrafgesetz vom 13. Juni 1927 (MStG; SR 321.0) die Verletzung des Schriftgeheimnisses nicht separat unter Strafe stellt, gelangt auch in militärischen Verhältnissen die zivile Strafnorm zur Anwendung.